# يونيس كينيدي شرايفر
يونيس كينيدي شرايفر (بالإنجليزية: Eunice Kennedy Shriver) (و. 1921 – 2009 م) هي منافسة ألعاب القوى من الولايات المتحدة الأمريكية.

## التعليم
تعلمت في جامعة ستانفورد.

## جوائز
حصلت على جوائز منها وسام الحرية الرئاسي، وقاعة الشهرة الوطنية للمرأة.

## روابط خارجية
- يونيس كينيدي شرايفر على موقع IMDb (الإنجليزية)
- يونيس كينيدي شرايفر على موقع الموسوعة البريطانية (الإنجليزية)
- يونيس كينيدي شرايفر على موقع إن إن دي بي (الإنجليزية)
- يونيس كينيدي شرايفر على موقع ديسكوغز (الإنجليزية)
- يونيس كينيدي شرايفر على موقع قاعدة بيانات الفيلم (الإنجليزية)
- يونيس كينيدي شرايفر على موقع أوليمبيديا (الإنجليزية)